# Jerrelle Benimon
Jerrelle Benimon, né le 1er août 1991 à Warrenton en Virginie, est un joueur américain de basket-ball.

## Biographie
En 2014, il rejoint le Heat de Miami pour la NBA Summer League d'Orlando, puis les Nuggets de Denver pour la NBA Summer League de Las Vegas. Plus tard, il signe un contrat avec les Nuggets, mais Denver décide de résigner son contrat. En novembre 2014, il signe au Stampede de l'Idaho.